# Estadio Milton de Souza Corrêa
El Estadio Milton de Souza Corrêa, más conocido como Zerão (/ˈzɛ.ɾɐ̃ũ/), es un estadio multiusos ubicado en la ciudad de Macapá, en Brasil. Es utilizado como estadio local por varios equipos de fútbol: Amapá Clube, Esporte Clube Macapá, Oratório Recreativo Clube, Trem Desportivo Clube, Santos Futebol Clube (AP) and São Paulo Futebol Clube (AP).

## General
El estadio tiene una capacidad máxima de 13.680 personas y fue construido en 1990. El nombre (y la fama) proviene de la circunstancia de que, la línea central del campo está perfectamente alineada con el Ecuador - latitud 0. Esta peculiaridad hace que un equipo comience el encuentro en el Hemisferio Norte y el equipo rival lo haga en el Hemisferio Sur.
El propietario de Zerão es el Gobierno del Estado de Amapá. El estadio se nombró, Milton de Souza Corrêa, quien fuera presidente de Federación Amapaense de fútbol.
El apodo del estadio lo recibe también el barrio donde está construido, "Marco Zero" ("mark 0" en inglés) donde está situado el Ecuador terrestre. También la Avenida del Ecuador donde hay un monumento a las "mitades del mundo".
La palabra portuguesa "Zerão" significa "Gran Cero", que denota la latitud 0.

## Historia
En 1990, el trabajo de construcción de Zerão fue completado, y se le llamó Estádio Ayrton Senna, en honor al piloto de Fórmula 1.
El partido inaugural se jugó el 17 de octubre de ese año, en el que Independente ganó a Trem DC por 1-0. El primer gol en el estadio lo marcó, el jugador de Independiente, Mirandinha. Durante ese partido, se estableció el récord de asistencia al estadio, con un total de 10.000 aficionados.
En 1994, tras la muerte de Milton de Souza Corrêa, el estadio fue renombrado a su nombre actual: Estádio Milton Corrêa.
En 2007, fue cerrado por una reforma que duró siete años, y un coste de 12.6 millones de dólares, abriendo de nuevo sus puertas el 15 de febrero de 2014.